# علل الشرائع
عِلَل الشرائِع، تأليف الشيخ الصدوق، الروائي والفقيه في القرن الرابع الهجري والمؤلِّف لأحد الكتب الأربعة الأم عند الشيعة. يتطرّق فيه مؤلفه إلى علل الشريعة الإسلامية، والحِكَم والمقاصد منها في كل من مجالات الأحكام والأخلاق والعقيدة و... بحسب روايات أئمة الشيعة. دُّوِن الكتاب في 647 بابا في مجلّدَين، تُرجم إلى الفارسية عدة مرات. واجه الكتاب بعض النقد من قِبَل فئة من علماء الشيعة الأصوليين تمثّلت في الوحيد البهبهاني.

## المؤلِّف
هو محمد بن علي بن حسين بن موسى بن بابويه القمي (305 ـ381ق) المعروف بالشيخ الصدوق وبابن بابويه. من أكبر علماء الشيعة في القرن الرابع الهجري والمدفون بالريّ. هو أكبر محدِّث وفقيه شهدتها مدرسة قم الحديثية. له من المؤلَّفات ما يزيد على الثلاثمائة وفقدت معظمها. من كتبه: مَن لا يحضره الفقيه أحد الكتب الأربعة عند الشيعة.

## عنوان الكتاب
يحمل الكتاب عنوان «علل الشرائع» ويُعبَّر عنه بـ «العِلل». وقد أُطلِق عليه في بعض الكتب عنوان «علل الشرائِع والأحكام».

## أسلوب التأليف
اتخذ الشيخ الصدوق في تبويب هذا الكتاب الطريقة المتَّبَعة بحسب الموضوعات (الترتيب الموضوعي) وعبَّر عن آرائه في توضيح روايات النبي والأئمة بعبارات: «قال مصنف هذا الكتاب» أو «قال مؤلف هذا الكتاب» و...
ويستند ابن بابويه في نظراته إلى آيات القرآن الكريم والروايات والوقائع التاريخية وأقوال العلماء ويستشهد كذلك بالاستلالات العقلية. كما يقوم أحيانًا بشرح الألفاظ وبيان المصاديق ويصرِّح برفضه لمفاد بعض الأخبار أو الجمع بينها وبين سائر الأحاديث.

## هيكليّة الكتاب
دُوِّن الكتاب في مجلّدين ويحتوي على 1907 حديث و 647 باب. تضمّن المجلد الأول 262 بابا والمجلد الثاني 385 بابا وسُمِّي كلُّ بابٍ منه بـ«العلّة التي من أجلها...».
يبتدئ المجلّد الأول بعبارة: «العلة التي من أجلها سُمِّيت السماء سماءً والدنيا دنيا والآخرة الآخرة و...» وينتهي بـ«العلة التي من أجلها يكون عذاب القبر».
ويبتدئ المجلد الثاني بـ«العلة التي من أجلها جعل الوضوء والعلة التي من أجلها صار المسح ببعض الرأس وبعض الرجلين»، ثم ينتهي الكتاب بـ«نوادر العلل».

## مكانة الكتاب
استرعى الكتاب انتباه العلماء منذ بدء تأليفه، حيث تناولت مسائلُه العلل والأسباب في تشريع مختلف الأحكام والأخلاق والعقائد الإسلامية وبيان أسرارها والمقاصد والحِكَم منها. واستفاد منه شخصيات عديدة كالقاضي نعمان المغربي في شرح الأخبار، والعلامة المجلسي في البحار، والشيخ الحر العاملي في وسائل الشيعة واستشهدوا بمطالبه.
كما واجه الكتاب نقدا ما من قِبَل بعض الأصوليين كالوحيد البهبهاني حيث قال البهبهاني: «إن الصدوق قد أظهر في مقامات متعددة أن كتابه ليس كتاب فتواه والعمل، بل القصد منه ذكر كل رواية تضمنت علة». وارتئى أنّ «أخبارها الكثيرة التي لا تُحصى، غير قائل بظاهرها قطعا، بل وربما لم يقل ببعضها أصلا، ومع ذلك لم يذكر توجيها لها».

## تحقيق الكتاب وطبعاته
لقد قام بتلخيص كتاب علل الشرائع الشيخ إبراهيم بن علي الكفعمي تحت عنوان «اختصار علل الشرائع» وكذلك الشيخ شرف الدين يحيي البحراني بعنوان «تلخيص علل الشرائع» وترجمه إلى الفارسية الشيخ محمد تقي آقا نجفي الإصفهاني كما قام بتحقيق أسانيده وتخريجها الشيخ شرف الدين يحيى بن عز الدين الحسين بن عثيرة بن ناصر البحراني.
طُبِع الكتاب في إيران ثلاث مرات، خلال سنوات 1289، 1311 و1378ه. وصحّحه وحقّقه وأعاد طبعه في النجف السيد محمد صادق بحرالعلوم سنة 1385 ه.

## نُسَخ الكتاب
- نسخة مكتبة ملك بطهران
- نسخة مكتبة وزيري بمدينة يزد
- نسخة المكتبة الوطنية بطهران.